# 이치준
이치준(李治準, 1985년 1월 20일 ~ )은 대한민국의 전직 축구 선수이다. 현역 시절 포지션은 수비수였다.

## 클럽 경력
이치준은 성남에서 자라 성남중앙초등학교, 풍생중학교, 풍생고등학교를 졸업하였고, 이후 중앙대학교에 진학하였다. 2005년 10월 26일, 이치준은 중앙대학교 소속으로 FA컵 32강에서 성남 일화 천마를 만났고 후반 14분, 그가 넣어 1 대 2로 밀리던 상황에서 동점골을 뽑아내었지만 후반 87분 신동근에게 실점하며 2 대 3으로 패배하였다.

### 성남 일화 천마
공교롭게도 중앙대학교 소속으로 성남 일화 천마와 맞붙은 후, 그는 2008년 드래프트에서 6순위로 지명되어 성남 일화 천마에 입단하게 되었다. 이치준은 2009년 7월 12일, 경남과의 경기에서 후반 89분 조동건과 교체되며 데뷔전을 치렀다. 짧은 시간 동안 그는 별로 보여준 것이 없었지만 그날 팀은 3 대 1로 승리를 챙겼다.
2015년 현역 선수에서 은퇴했다.